# آمریکن اینترنشنال پیکچرز
آمریکن اینترنشنال پیکچرز (انگلیسی: American International Pictures) یک شرکت فیلم‌سازی در لس آنجلس، کالیفرنیا است.
این شرکت در سال ۱۹۵۴ تأسیس و در سال ۱۹۸۰ منحل شده است و در زمینه ساخت و توزیع فیلم‌های سینمایی فعالیت میکرده است.

## فیلم‌شناسی
- سریع و خشمگین
- هفت‌تیرکش
- یکشنبه سیاه
- دست
- زندگی شیرین
- آلاکازام بزرگ
- مغاک و آونگ
- مارکو پولو
- کلاغ سیاه
- کالیفرنیا
- ترور
- قصر ارواح
- بلک سبث
- بالماسکه مرگ سرخ
- پارتی شبانه دخترها'
- گروبردار
- نظام
- بازی کثیف
- تارزان و وادی طلا
- مریخ به زنان نیاز دارد
- دو ساد
- دوریان گری
- بلندی‌های بادگیر
- آدم‌کشی‌های کوچه بزرگ
- قورباغه‌ها
- چکش
- خواهران
- دیلینگر
- ترافیک سنگین
- هنسی
- سانی‌ساید
- هفت
- شهاب‌وار
- مکس دیوانه
- مهمان
- آجیل